# Harold Rosenberg
Harold Rosenberg (* 2. Februar 1906 in New York; † 11. Juli 1978 ebenda) war ein US-amerikanischer Kunst- und Kulturkritiker.
Er prägte 1952 den Begriff Action Painting, eine Kunstrichtung, die später unter dem Namen Abstrakter Expressionismus bekannt wurde.
In den 1960er und 1970er Jahren wurde er gemeinsam mit Clement Greenberg dominierend in der amerikanischen Kunstszene, indem er  weit über die Kunst im engeren Sinne hinaus Trends erkannte und setzte. 1975 wurde Rosenberg in die American Academy of Arts and Sciences gewählt.

## Schriften (Auswahl)
- Art on the edge. Creators and situations. MacMillan, New York 1975, ISBN 0-02604900-7.
- Discovering the present: Three decades in art, culture, and politics. Chicago University Press, 1973, ISBN 0-22672680-0.